# Старі Чечкаби
Старі Чечкаби (тат. Иске Чәчкаб, İske Çәçqab) - село в Кайбицькому районі Республіки Татарстан.
Село розташоване за 100 км на північний захід від Казані і за 5 км на захід від Великих Кайбіц. Залізнична станція Куланга розташована за 25 км від села. Поруч протікає річка Бірла, яка впадає в Свіяги.

## Історія
Село бере свій початок з давніх часів. Село відомо з часів Казанського ханства. Про це можна судити за архівними документами і краєзнавчим матеріалами, зібраними К. Галімовим і Калимуллина Р. Х.
Перші згадки датуються 1565-1567 роками.
За переказами до взяття Казані в селі жили два бека: Чечко-бек і Кулай-бек. Кулай-бек під час взяття Казані допомагав облозі міста. За це цар подарував йому землі на південь від села, на території сучасного Буїнського району (Нові Чечкаби). А Чечко-бек допомагав обороні та загинув при обороні Казані. Через це його село було знищено, а що залишилися селяни заснували село на новому місці, яке було названо на його честь (Чечкаби).
Через територію села проходить Казанський обвід, який був побудований в роки Німецько-радянської війни.
У Велику Вітчизняну війну з села пішло 165 осіб. З них 111 склали голови в боях за Батьківщину.

## Мечеть
За офіційними документами датою заснування мечеті і махаллі вважається 1790. Ця мечеть стояла в яру, так як тоді не дозволено було будувати мечеті в височинах.
1833 у будується нова мечеть, будівля якого стоїть до сих пір, але вже не служить. У 1871 році вона оновлюється за рахунок пожертвувань селян.
1937 рік у башта мечеті була знесена більшовиками, а будинок служив будинком культури.
Сьогоднішня мечеть була побудована і відкрита 16 липня 1995 рік а на новому місці.

## Населення
У селі проживають в основному татари. Відомо, що раніше тут так же проживали мордва (Агішевская сторона) і чуваші, які пізніше переїхали або поступово під впливом Іслам а татарізовалісь.
| Чисельність жителів села по роках (осіб) |                               |                               |                               |      |      |      |      |      |      |      |      |      |      |      |      |      |
| 1646                                     | 1721                          | 1744                          | 1762                          | 1795 | 1834 | 1858 | 1900 | 1913 | 1920 | 1923 | 1926 | 1928 | 1941 | 1957 | 2000 | 2010 |
| 5 ,тільки чоловіче населення             | 59 ,тільки чоловіче населення | 62 ,тільки чоловіче населення | 74 ,тільки чоловіче населення | 325  | 309  | 463  | 999  | 1120 | 1009 | 519  | 726  | 819  | 984  | 901  | 461  | 442  |

Іліодор Ізносков в своїй роботі «Матеріали про жителів і селищах Свиязького повіту в 1880 - 90 р.р.» писав, що в селі Старі Чекаби проживали 557 осіб, з яких 268 чоловіків і 289 жінок.
В 1877 у в 87 будинках проживали 206 чоловіків і 198 жінок. Зменшення населення пояснюється тим, що багато хто тоді бігли на південь у пошуках землі.

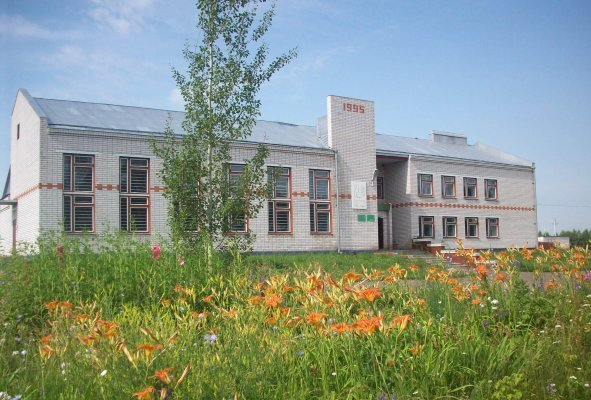
Школа

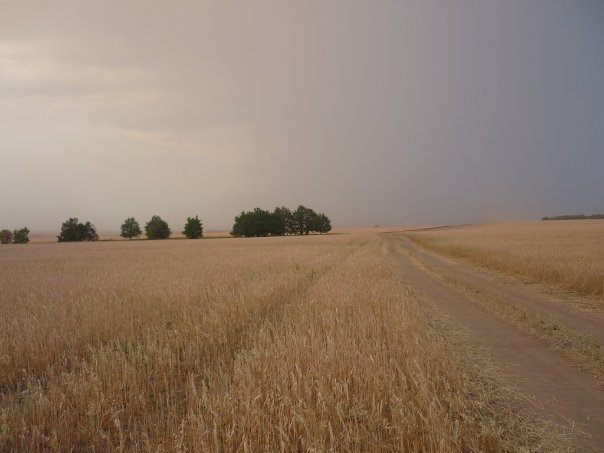
полі поблизу села (кінець літа)

## Соціальна сфера
- Чечкабская середня загальноосвітня школа
- Чечкабскій дитячий сад
- Будинок культури
- ФАП
- Бібліотека
- Їдальня